# Слобода-Рівнянська
Слобода-Рівнянська — село в Рожнятівській селищній громаді Калуського району Івано-Франківської області.
Село наявне на карті фон Міга (Arnold Friedrich von Mieg) 1779-1783 рр..
У 1880 році було 46 будинків і 247 мешканців та 1 будинок і 3 мешканці на території фільварку (242  греко-католики, 8 юдеїв; усі — українці), церква належала до греко-католицької парафії у селі Рівня. Австрійська армія конфіскувала в серпні 1916 р. у церкві 3 дзвони діаметром 66, 48, 35 см, вагою 142, 62, 22 кг, виготовлені в 1892, 1880, 1886  рр. Після війни польська влада отримала від Австрії компенсацію за дзвони, але громаді села грошей не перерахувала.
У 1939 році в селі проживало 580 мешканців (575 українців і 5 євреїв).

## Населення

### Мова
Розподіл населення за рідною мовою за даними перепису 2001 року:
| Мова       | Кількість | Відсоток |
| ---------- | --------- | -------- |
| українська | 582       | 99.66%   |
| російська  | 1         | 0.17%    |
| білоруська | 1         | 0.17%    |
| Усього     | 584       | 100%     |

## Персоналії
- Залуський Антон — український живописець та іконописець 19-го століття. Написав ікони для місцевої церкви.